# Jaguarundi
Jaguarundi (lat. Puma yagouaroundi) vrsta je male mačke, koja živi u Sjevernoj i Južnoj Americi.

## Obilježja
Jaguarundi ima kratke udove i dugi rep. Dužina tijela je 65 cm, a osim toga, otprilike 45 cm dug je rep. Što se tiče dlaka ima dvije inačice. Prva inačica je siva, a druga smeđe-crvenkasta. Ranije su se ove dvije inačice računale kao dvije različite vrste, a samo siva inačica zvala se jaguarundi. Obje inačice pojavljuju se u istom omjeru i međusobno su u kontaktu. 

## Rasprostranjenost
Jaguaraundi se nalaze u tropskim i suptropskim dijelovima Sjeverne i Južne Amerike, od Teksasa preko Srednje Amerike do Urugvaja i Bolivije. Žive u različitim staništima, ali uglavnom u šumama i na rubovima šuma. Rijetko se viđaju na čistinama i usred prašume. 

## Način života
Ove mačke su noćne životinje i love: glodavce, zečeve, ptice i gmazove. Pomoću svog vitkog tijela, mogu se kretati i kroz gustu vegetaciju. Dobri se snalaze u penjanju te plivanju. 
Skotnost traje oko 65 dana, a zatim ženka rađa dva ili tri mladunca. Obično se pare dva puta godišnje.

## Sistematika
Prethodno je vrsta uvrštena u zaseban rod Herpailurus. Genetske studije pokazale su, da je jaguarundi usko povezan s pumom i zato su danas klasificirani u jedan rod puma. Zajedno, su usko povezani i s gepardom.

## Vanjske poveznice
Ostali projekti
|  | Zajednički poslužitelj ima stranicu o temi Jaguarundi    |
|  | Zajednički poslužitelj ima još gradiva o temi Jaguarundi |
|  | Wikivrste imaju podatke o taksonu Jaguarundi             |